# John L. Bates

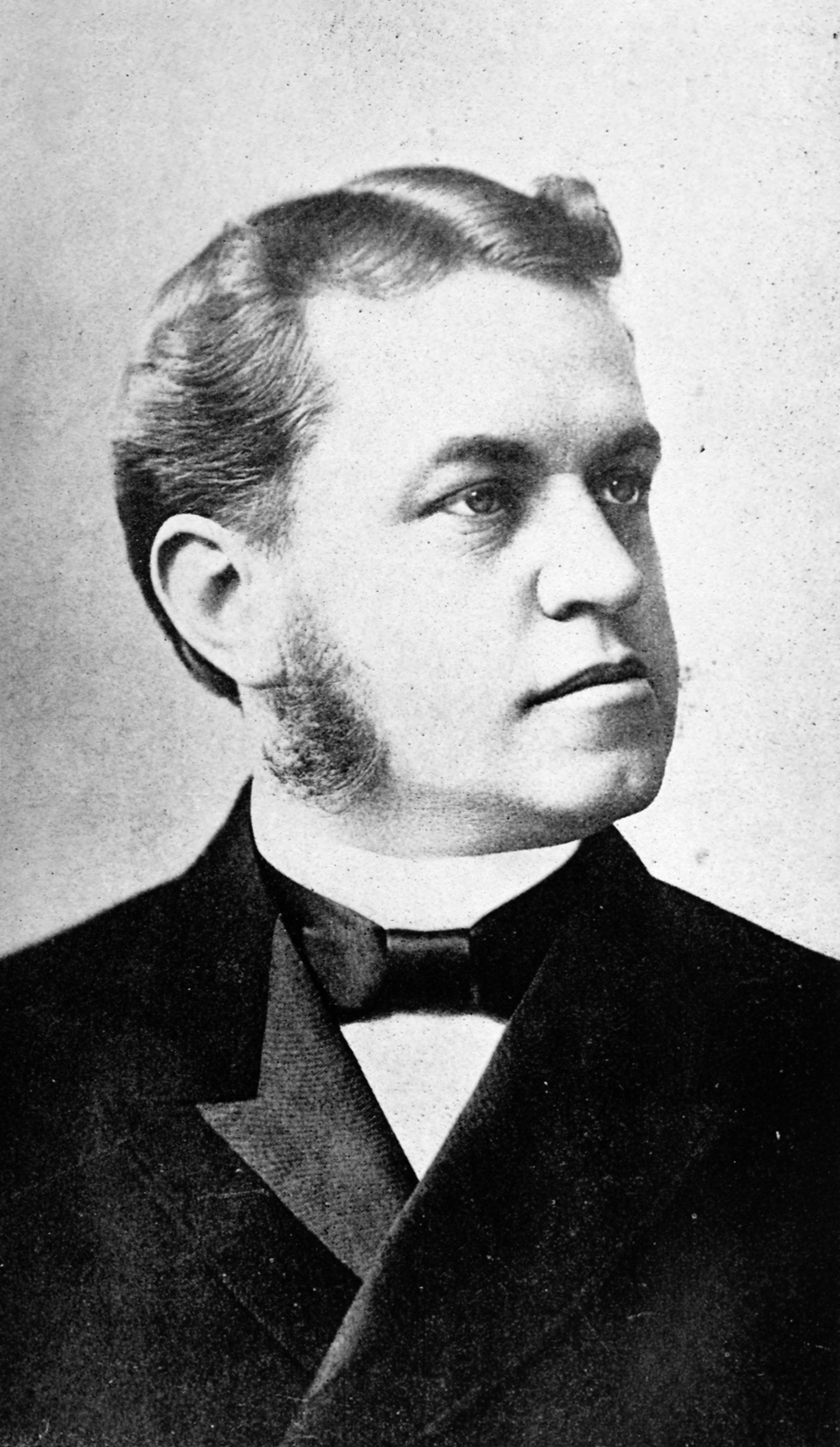
John L. Bates

John Lewis Bates (* 18. September 1859 in Easton, Bristol County, Massachusetts; † 8. Juni 1946 in Boston, Massachusetts) war ein US-amerikanischer Politiker und von 1903 bis 1905 Gouverneur des Bundesstaates Massachusetts.

## Frühe Jahre und politischer Aufstieg
John Bates besuchte die öffentlichen Schulen seiner Heimat und dann bis 1882 die Boston University. Nach einem anschließenden Jurastudium an der School of Law dieser Universität wurde er 1885 als Rechtsanwalt zugelassen. Daraufhin begann er in Boston in diesem Beruf zu arbeiten. Politisch wurde er Mitglied der Republikanischen Partei. Zwischen 1894 und 1899 saß er als Abgeordneter im Repräsentantenhaus von Massachusetts, als dessen Speaker er ab 1897 fungierte; von 1900 bis 1903 war er als Vizegouverneur Stellvertreter von Gouverneur Winthrop M. Crane, zu dessen Nachfolger er am 4. November 1902 gewählt wurde. Dabei setzte er sich mit 49:40 Prozent der Stimmen gegen den Demokraten William A. Gaston durch.

## Gouverneur von Massachusetts
John Bates trat sein neues Amt am 8. Januar 1903 an und konnte es nach einer Wiederwahl im Jahr 1903 gegen seinen späteren Nachfolger William Lewis Douglas bis zum 5. Januar 1905 ausüben. In dieser Zeit war seine Ernennung von Judge Emmons zum Polizeichef der Stadt Boston sehr umstritten, weil man in Boston einen eigenen Kandidaten bevorzugt hätte. Bates stand auch zeitweise im Verdacht, Bestechungsgelder von einem Lobbyisten angenommen zu haben.
Nach dem Ende seiner Gouverneurszeit blieb Bates politisch aktiv und praktizierte als Anwalt. Von 1917 bis 1919 war er Vorsitzender einer Kommission zur Überarbeitung der Staatsverfassung von Massachusetts. Bates war auch Mitglied der amerikanischen Anwaltskammer. Er starb im Juni 1946 im Alter von 86 Jahren. Mit seiner Frau Clara Elizabeth Smith hatte er drei Kinder.